# Henri Sauguet
Henri Sauguet, pseudonimo di Jean-Pierre Poupard  (Bordeaux, 18 maggio 1901 – Parigi, 22 giugno 1989), è stato un compositore francese.

## Biografia
Sauguet nacque a Bordeaux; cominciò a studiare musica privatamente dall'età di 5 anni, dapprima con sua madre, Elizabeth Sauguet, insegnante di pianoforte e in seguito prendendo lezioni dalla signorina Loureau de la Pagesse, l'organista della chiesa di Sant'Eulalia, nella sua città natale. Il suo studio e la sua esperienza nel campo della musica per organo, gli furono fondamentali per tutta la vita. Studiò in seguito con J.P. Vaugourgin e Joseph Canteloube (ex allievo di Vincent d'Indy). Avrebbe desiderato studiare presso un'istituzione ufficiale, ma lo scoppio della prima guerra mondiale gli impedirono di iscriversi al Conservatorio di Parigi; il padre fu infatti chiamato al fronte e lui dovette cercare di guadagnarsi da vivere in maniera autonoma.
Fu influenzato in modo decisivo da Claude Debussy, la cui musica lo entusiasmava. Nelle sue memorie, Sauguet racconta di aver scritto una lettera al celebre compositore, per apprendere poche ore dopo averla imbucata la notizia della sua morte.

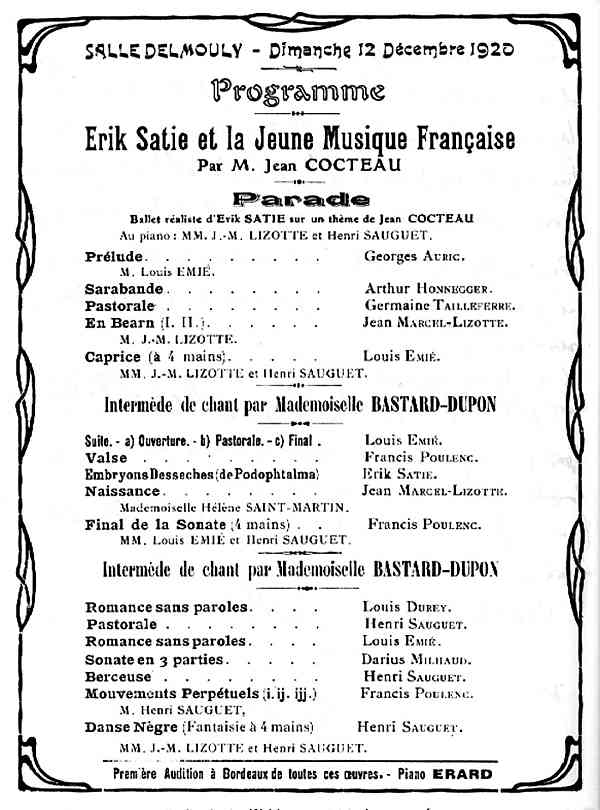
Locandina di una serata musicale del 1920 dove vennero eseguite musiche di Poulenc, Georges Auric e, per l'appunto, Henri Sauguet

Il salto verso il baricentro dell'avanguardia musicale dell'epoca avvenne grazie alla corrispondenza epistolare con Darius Milhaud: il giovane Sauguet aveva chiesto a Milhaud di dare uno sguardo ad alcune sue nuove composizioni per pianoforte; il suo amico lo convinse a trasferirsi a Parigi, avendo notato la grande musicalità e originalità del giovane compositore. Nell'ottobre del 1922 si trasferì quindi nella capitale francese dove, per vivere, in un primo tempo esercitò diversi mestieri (giovane di studio presso un avvocato, commesso nei grandi magazzini, ripetitore musicale). Qui studiò con Charles Koechlin e, in maniera più intensa, con Erik Satie, con cui fondò la cosiddetta Scuola di Arcueil, dal nome del sobborgo parigino nel quale il compositore più anziano abitava. Assieme a lui in quest'impresa c'erano Roger Désormière, futuro acclamatissimo direttore d'orchestra, Henri Clicquot-Pleyell e Maxime Jacob. Il battesimo di questo gruppo avviene nel 1923, il 25 ottobre, in un concerto presso il Théâtre des Champs-Élysées.
Il contatto con Satie e la fondazione della Scuola di Arcueil gli permisero di fare amicizia con i giovani esponenti del neonato Gruppo dei Sei, con i quali condivise parecchie "prime" di sue composizioni. Lo stesso Satie, nel 1924 lo presentò a Sergej Djagilev il quale, tre anni dopo, gli commissionò quello che fino ad ora è considerato il suo più grande successo: il balletto La chatte (La gatta), scritto proprio per i Balletti russi, con la coreografia di George Balanchine e architetture sceniche e sculture di Naum Gabo e Antoine Pevsner. Il suo primo balletto, del 1924 (Les roses) era stato scritto sempre per i balletti di Djagilev. I suoi lavori per la danza rimasti più celebri sono Les Forains (1945) - da cui è stata tratta anche una canzone di Édith Piaf - e Les Mirages (1947 al Palais Garnier di Parigi) per la coreografia di Serge Lifar. 
Dal 1924 al 1978, comporrà venti balletti, che caratterizzeranno il suo repertorio stilistico, assieme alla musica per organo che lui tanto predilesse. Collaborò intensamente con Serge Lifar, Roland Petit, Boris Kochno e Yvette Chauviré.
La sua opera buffa Le plumet du Colonel del 1924 venne rappresentata, nella sua prima esecuzione assoluta, insieme a Histoire du Soldat di Stravinskij.

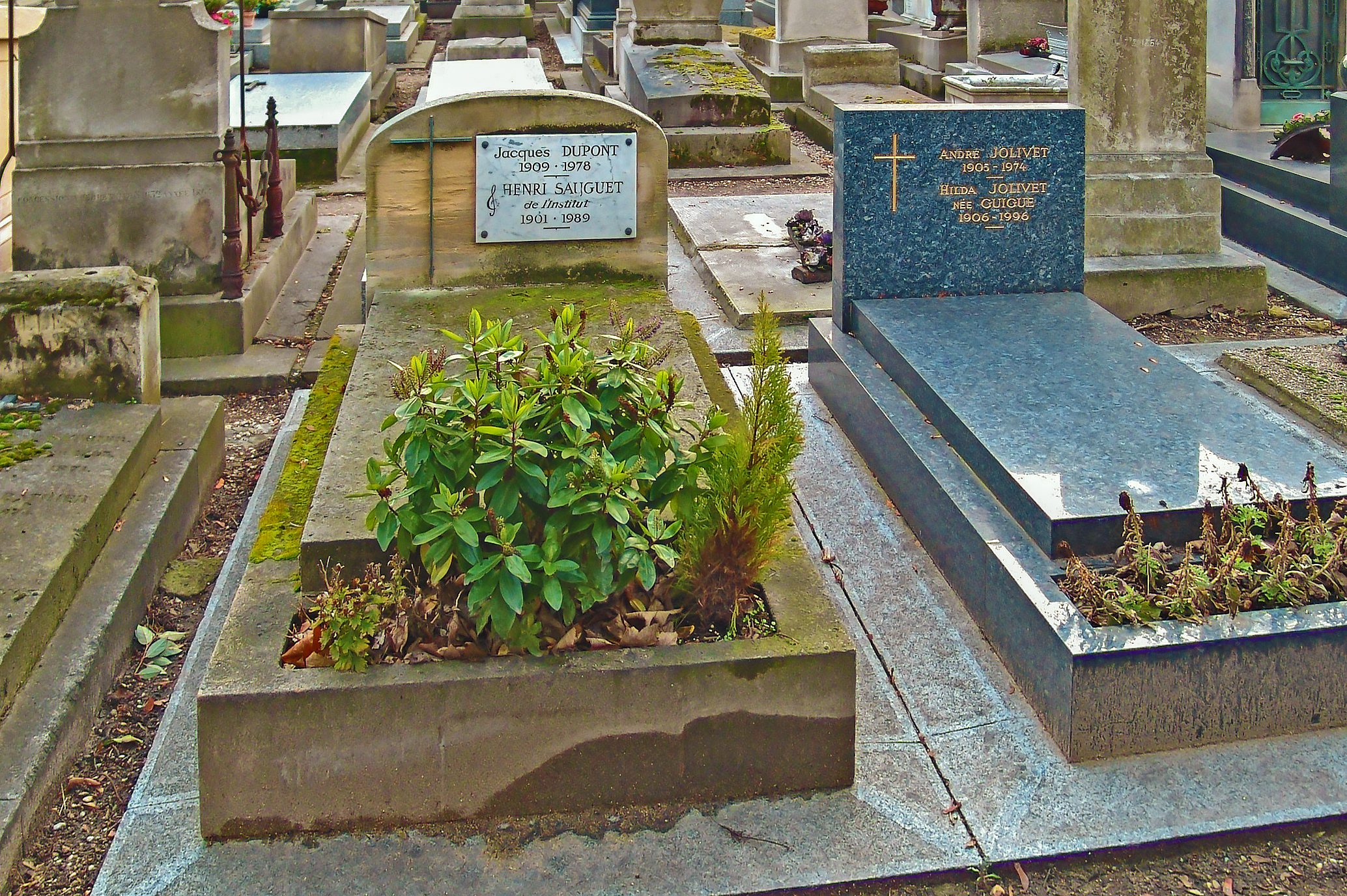
La tomba di Sauguet a Monmartre

Fra il 1930 e il 1940 fu anche attivo come critico musicale, ma la seconda guerra mondiale lo spinse sul fronte dell'impegno sociale. Aiutò molti a sfuggire alla persecuzione razziale attiva in tutta Francia, pur non riuscendo a salvare quello che fu il suo amico più devoto, il poeta Max Jacob che morì in prigionia nel 1943 (per lui si erano attivati anche Jean Cocteau, Sacha Guitry, Francis Poulenc e diversi altri intellettuali e artisti dell'epoca).
Il successo internazionale arrivò solo nel 1945, quando il suo balletto Les Forains, dedicato alla memoria di Erik Satie, fu portato in tour anche negli Stati Uniti.
In seguito fondò l'Unione dei compositori francesi e fu membro di diverse associazioni musicali nel suo paese. Nel 1976, alla morte del suo mentore Milhaud, gli successe all'Institut de France essendo eletto alla sezione dell'Académie des beaux-arts. Compose fino a tarda età, la sua ultima opera è infatti datata 1987.
Conversatore brillantissimo e uomo di mondo, personaggio di spicco del cabaret Boeuf sur le toit all'epoca del suo fulgore e dei salotti parigini fra le due guerre. Recitò anche come attore, rilasciò innumerevoli interviste televisive e, alla fine della sua vita, benché colpito da emiparesi scrisse una lunga autobiografia. Divenne anche uno dei principali bersagli dei musicisti di avanguardia, fra cui Pierre Boulez. Morì a Parigi nel 1989 e le sue spoglie riposano adesso nel Cimitero di Montmartre.

## Composizioni
Oltre ai numerosi balletti Sauguet scrisse musica per orchestra, all'interno della quale si possono citare le sue quattro sinfonie: la prima, chiamata anche Espiatoria è stata scritta all'indomani della fine della Seconda guerra mondiale, in ricordo delle innocenti vittime; la seconda è invece del 1949 ed è anche intitolata Le stagioni; la quarta invece composta dall'ormai settantenne compositore prende il nome di La terza età.
Sauguet affrontò anche l'opera lirica, la sua opera più celebre è La certosa di Parma, sull'opera omonima di Stendhal, cominciata nel 1926 ma rappresentata solo dal 1936. Scrisse inoltre molta musica per il cinema, per il teatro, per la televisione e per la radio, oltre a musica da camera, e per pianoforte solo. In tarda età si impegnò anche nella composizione di musica acusmatica e diverse altre sperimentazioni.

## Aneddoti
Henri Sauguet fu un grande appassionato di gatti. Ne ebbe moltissimi, e conoscendo la sua passione sviscerata per i felini, in occasione della sua elezione all'Institut de France i suoi amici fecero confezionare appositamente per lui una spada da accademico dall'impugnatura a forma di gatto, e gliene fecero omaggio.

## Elenco delle composizioni (parziale)

### Balletto
- 1927, La chatte
- 1947, Les mirages
- 1956, Les forains

### Opera
- 1930, La contrebasse
- 1939, La chartreuse de Parme al Palais Garnier di Parigi
- 1942, La Gageure imprévue
- 1954, Les caprices de Marianne
- 1978, Boule de suif

### Orchestrale
- 1946, Sinfonia n° 1 "Espiatoria"
- 1949, Sinfonia n° 2 "Le stagioni" o "Allegorica"
- 1955, Sinfonia n° 3 "I.N.R", al Teatro La Fenice di Venezia diretta da Franz André
- 1971, Sinfonia n° 4 "La terza età"
- 1951, Le Cornette (ballata per basso e orchestra su temi di Rilke, les opéras
- 1960, L'oiseau a vu tout cela (ballata per baritono e orchestra d'archi, su una poesia di Jean Cayrol)
- 1963, Mélodie concertante (per violoncello e orchestra)
- 1979, Reflets sur feuilles (per arpa, pianoforte, percussioni e orchestra).
- 3 concerti per pianoforte e orchestra
- Concerto per violino e orchestra

### Musica da camera
- 1964, "Sonatine Bucolique" pour saxophone alto et piano
- 1985, "Une fleur" pour saxophone alto et piano